# Oxelösund
Oxelösund (EM SUECO Oxelösund;  OUÇA A PRONÚNCIA) ou Oxelosúndia[a] é uma cidade portuária sueca, junto ao mar Báltico.
Está situada a 12 km a sudeste da cidade de Nyköping.
Pertence à província histórica da Södermanland.
Tem cerca de 11 000 habitantes, e é sede do município de Oxelösund.
Rodeada de mar, a cidade dispõe de um porto profundo, livre de gelo, e é conhecida pela produção de aço pela empresa SSAB Oxelösund.

## Etimologia e uso
O nome geográfico Oxelösund deriva das palavras Oxelö (nome de uma ilha) e sund (estreito). A palavra oxel designa uma árvore chamada sorveira em português.
A cidade está mencionada como Oxløsundh, em 1438.

Em textos em português costuma ser usada a forma original Oxelösund.

## Comunicações
Oxelösund está ligada a Nyköping pela estrada nacional 53.